# سايلنت هيلز
سايلنت هليز (بالإنجليزية: Silent Hills)‏، هي لعبة إلكترونية من نوع رعب البقاء، أنتجت من قبل شركة كونامي للعبة التجريبية عام 2014م، ولكن تم إصدار قرار التوقف عن تطويرها، وهي لعبة امتداداً للعبة التجريبية بي . تي.

## بي . تي

اللعبة التجريبية داخل المنزل، تميزت بها سايلنت هيلز

ظهرت اللعبة مجاناً على بلاي ستيشن ستور، وذلك باسم وهمي يعرف عنها بي . تي (P.T)، وبإسم الاستوديو الافتراضي 7780 ستوديوز، واللعبة التجريبية طورها كوجيما للتطوير والتابعة لشركة كونامي، وتعد اللعبة لأول مرة بمنظور الشخص الأول، وذلك بعد أن ظهرت عدة أجزاء سابقة للاعب بمنظور الشخص الثالث.
وحققت لعبة بي . تي التجريبية رقماً قياسياً لتحميل مليون شخص للعبة عبر متجر بلاي ستيشن، بالإضافة إلى عدد المشاهدة مايزيد عن 30 مليون مشاهد منذ اليوم الأول من سبتمبر عام 2014م.

### توقف الإصدار
بسبب توتر العلاقات بين مطور اللعبة هيديو كوجيما وشركة كونامي، فقد تم حذف اللعبة التجريبية، وقال المخرج السينمائي المكسيكي جييرمو ديل تورو بأنه شعر بالحزن من انهاء العلاقات بين المطور كوجيما وبين شركة كونامي دون توضيح الأسباب الحقيقية، وتم إلغاء عملية تطوير لعبة سايلنت هليز وحذف اللعبة التجريبية بي . تي.

## وصلات خارجية
- سايلنت هيلز على موقع IMDb (الإنجليزية)

1. ↑  "Kojima Expected to Leave Konami After MGS5, Inside Source Confirms". GameSpot. مؤرشف من الأصل في 2019-08-29. اطلع عليه بتاريخ 2015-03-19.
2. ↑  Major figures mourn Silent Hills as cancellation appears likely | Polygon نسخة محفوظة 05 ديسمبر 2017 على موقع واي باك مشين.
3. 1 2  COLIN MORIARTY (1 سبتمبر 2014). "PLAYSTATION 4'S PT SILENT HILLS DEMO DOWNLOADED 1+ MILLION TIMES". ign.com. مؤرشف من الأصل في 2018-06-21. اطلع عليه بتاريخ 2014-09-02.
4. ↑  Houghton، David (27 أغسطس 2014). "P.T. is the first REAL horror game in years, and the smartest game on PS4". www.gamesrader.com. مؤرشف من الأصل في 2019-08-17. اطلع عليه بتاريخ 2014-10-06.
5. ↑  The Grate Debate: The Solution to P.T.'s Final Puzzle - YouTube نسخة محفوظة 03 أكتوبر 2017 على موقع واي باك مشين.
6. ↑  The Grate Debate: P.T. - New Findings - YouTube نسخة محفوظة 04 أبريل 2016 على موقع واي باك مشين.
7. ↑  أخبار Silent Hills PlayStation 4: رسميا: إلغاء عملية تطوير Silent Hills نسخة محفوظة 25 يناير 2018 على موقع واي باك مشين.